# Närkes regemente
Närkes regemente (№ 21) var ett infanteriförband inom svenska armén som verkade i olika former åren 1812–1892. Förbandsledningen var förlagd i Sannahed.

## Historia

### Bildandet
Närkes regemente bildades den 7 juni 1812 genom delning av Närke-Värmlands regemente i Närkes regemente och Värmlands regemente. Närke-Värmlands regemente hade sitt ursprung i fänikor från mitten av 1500-talet, bland annat Långe Bengts fänika från 1551.

### Rangordningen
I 1634 års regeringsform fastställdes den svenska regementetsindelningen, där det angavs att armén skulle bestå av 28 regementen till häst och fot, med fördelningen av åtta till häst och 20 till fot. De indelta och roterande regementena namngavs efter län eller landskap, medan de värvade regementena uppkallades efter sin chef. Regeringsformen angav Närke-Värmlands regemente som det nittonde i ordningen. Dock blev det ett nummer som aldrig användes, annat än för att ange regementets plats, enligt den då gällande rangordning.
Den rangordning som hade fastställts i 1634 års regeringsform började halta och skapa luckor efter freden i Fredrikshamn den 17 september 1809, då Finland tillföll Ryssland och de svenska regementena i Finland upplöstes. Därmed fanns det ett behov med att skapa ett nytt system. Under kronprins Karl Johans tid infördes 1816 ett nytt numreringssystem, där de svenska regementena genom en generalorder den 26 mars 1816 tillfördes ett officiellt ordningsnummer, till exempel № 21 Närkes regemente. Till grund för numreringen låg inte bara ett regementes status, utan också de svenska landskapens inbördes ordning, samt att Svealand, Götaland och Norrland skulle varvas. De lägsta ordningsnumren tilldelades liv- och hustrupperna. Dessa nummer hade dock ingenting med rangordningen att göra, vilket bland annat framgår av gamla förteckningar där infanteri- och kavalleriförband är blandade just med hänsyn till rang och värdighet.
Vid delning av Närke-Värmlands regemente 1812 och av Västerbottens regemente 1841 föll det sig naturligt att de därvid nybildade förbanden, Närkes regemente och Norrbottens fältjägarkår, rang- och nummerplacerades i omedelbar anslutning till sina ursprungsregementen vilket 1893 medförde att № 20 övertogs av Västerbottens regemente och Kalmar regemente övertog samtidigt № 21 från Närkes regemente, som i sin tur sammanslogs den 1 januari 1893 med № 3 Livregementets grenadjärkår och bildade № 3 Livregementet till fot. Livregementets grenadjärkår bildade det nya Livregementet till fots 1. bataljon och Närkes regemente bildade dess 2. bataljon.

### Fältregementet
Genom försvarsbeslutet 1942 bildades ett fältregemente som under åren 1942–1949 bar namnet Närkes regemente. Fältregementet fick beteckningen I 33 och var ett så kallat dubbleringsregemente till Livregementets grenadjärer (I 3). Genom försvarsbeslutet 1948 kom fältregementet Närkes regemente 1949 att omorganiserades till Närkebrigaden (IB 33).

## Ingående enheter
I samband med att Närke-Värmlands regemente delades, drogs gränsen mellan de två regementena längs med Klarälven. Rotarna som låg öster om älven tillföll Närkes regemente. Kristinehamns kompani delades dock i två, Alsters- och Ölme kompanier. År 1894 tillfördes Alsters kompani till Värmlands regemente. 
| Kompanier 1. Livkompaniet 2. Askersunds kompani 3. Örebro kompani 4. Kumla kompani 5. Alsters kompani 6. Edsbergs kompani 7. Ölme kompani 8. Visnums kompani |

## Förläggningar och övningsplatser
Regementet vapenövades på Sannahed. Mötesplatsen övertogs sedan av Livregementet till fot. I Åkesberg i Stora Mellösa socken hade regementschefen sitt boställe. Regementets expedition var dock förlagd de sista åren i Örebro.

## Heraldik och traditioner
Vid delningen av Närke-Värmlands regemente delades även de traditioner som regementet vårdade. De sergernamn som Närke-Värmlands regemente hade delades mellan de två nya regementena, Närkes regemente och Värmlands regemente. I samband med att Närkes regemente uppgick i Livregementets grenadjärkår, som namnändrades till Livregementet till fot, kom förbandsmarschen vid Närkes regemente övertas av Livregementet till fot.

## Förbandschefer
Regementschefer verksamma vid regementet åren 1812–1893.

- 1812–1813: Carl Johan Leijonstedt
- 1813–1813: Carl Henrik Anckarsvärd
- 1813–1816: G von Otter
- 1816–1849: Christer Mörner
- 1849–1859: Carl Cederström
- 1859–1859: Fredrik Magnus Leonard Dandenell
- 1859–1866: C G N Kalling
- 1866–1868: N G Årmann
- 1868–1882: Axel Leijonhufvud
- 1882–1893: Johan Fredrik Lilliehöök

## Namn, beteckning och förläggningsort
| Kungl Närkes regemente | 1812-06-07 | – | 1892-12-31 |

| № 21 | 1816-03-26 | – | 1892-12-31 |

| Sannahed (Ö) | 1812-06-07 | – | 1892-12-31 |

## Galleri

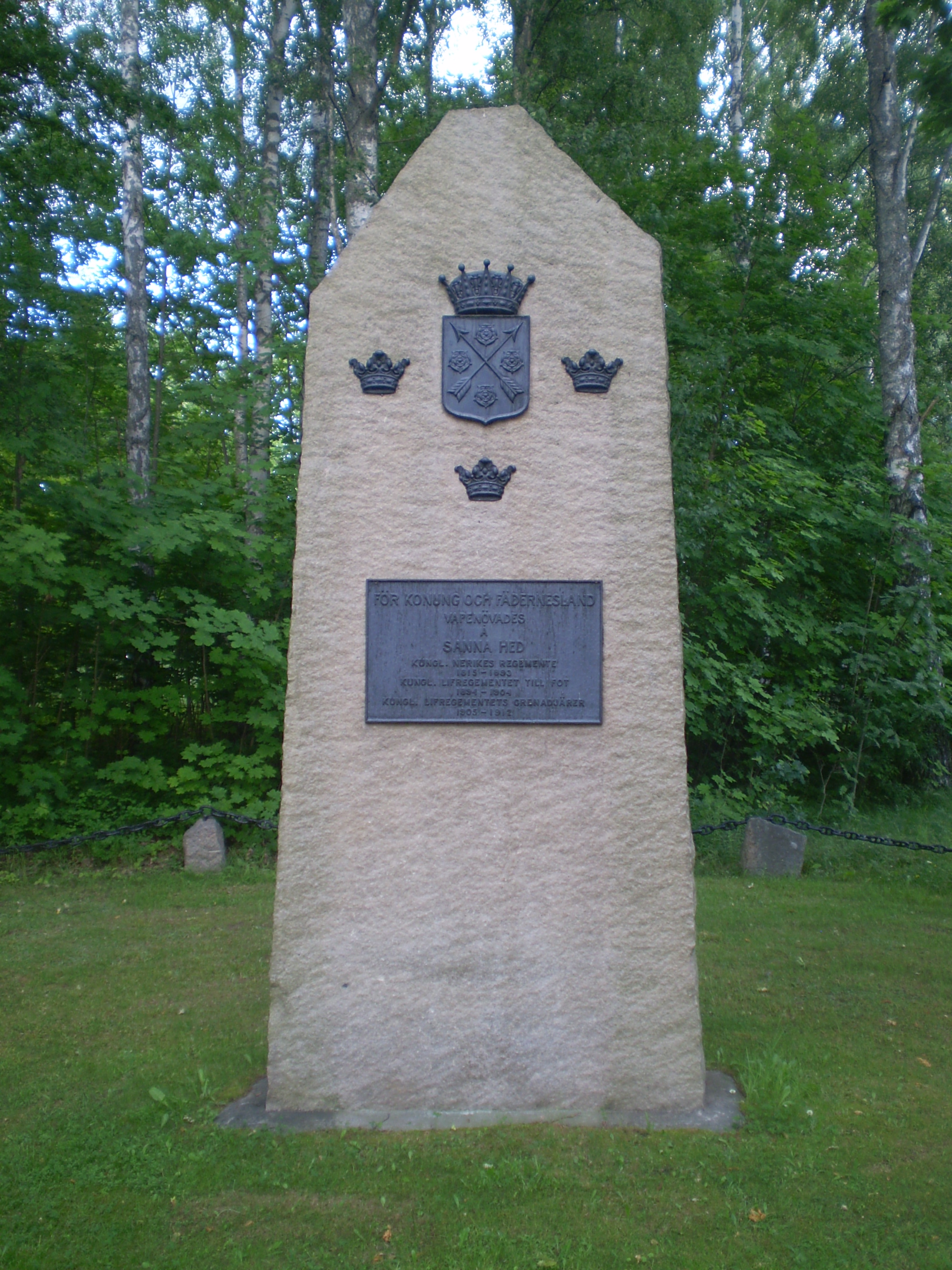
Minnessten över Närkes regemente, Livregementet till fot och Livregementets grenadjärer tid vid Sannahed.
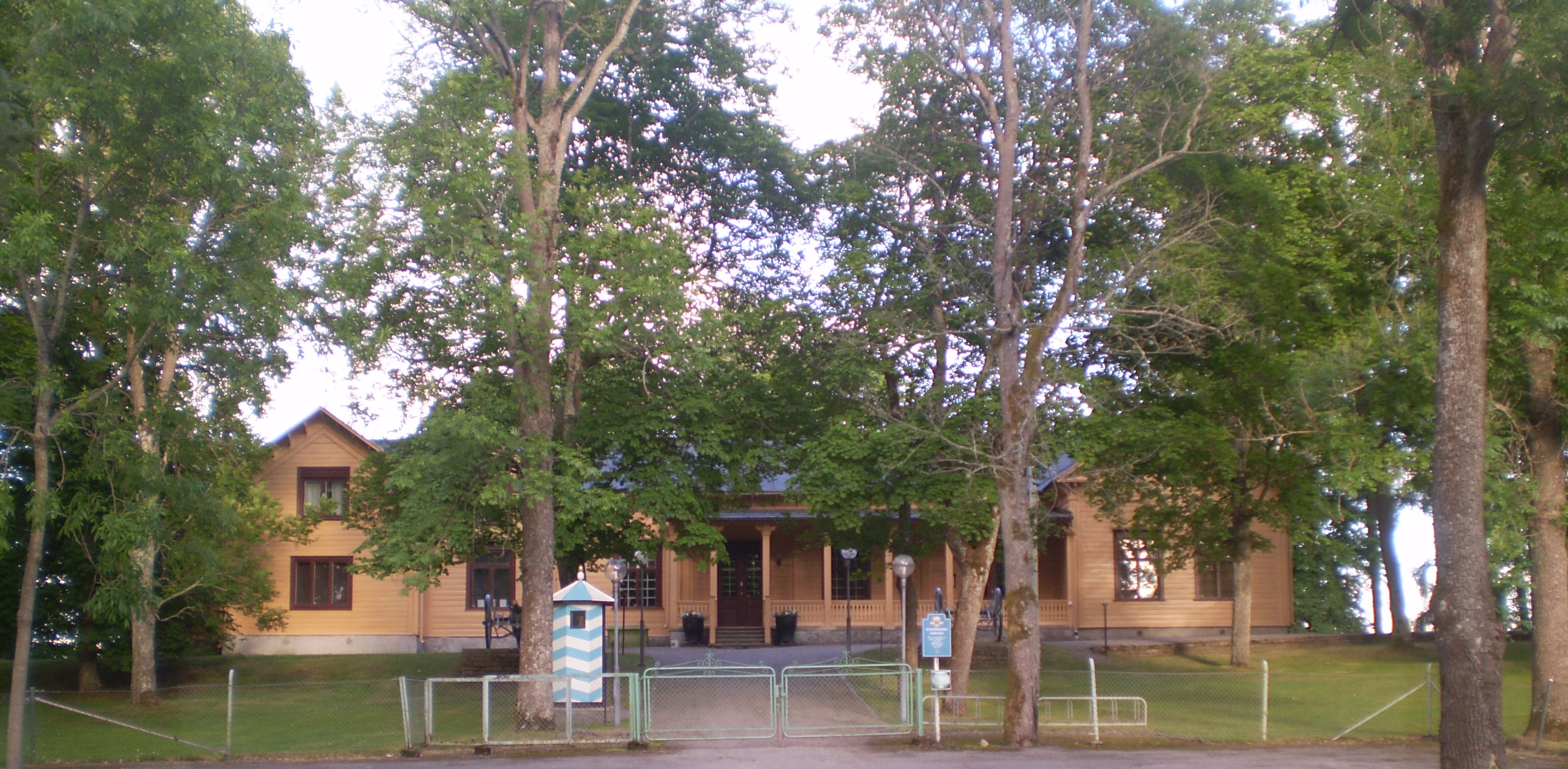
Infanteriets officersmäss vid Sannahed.
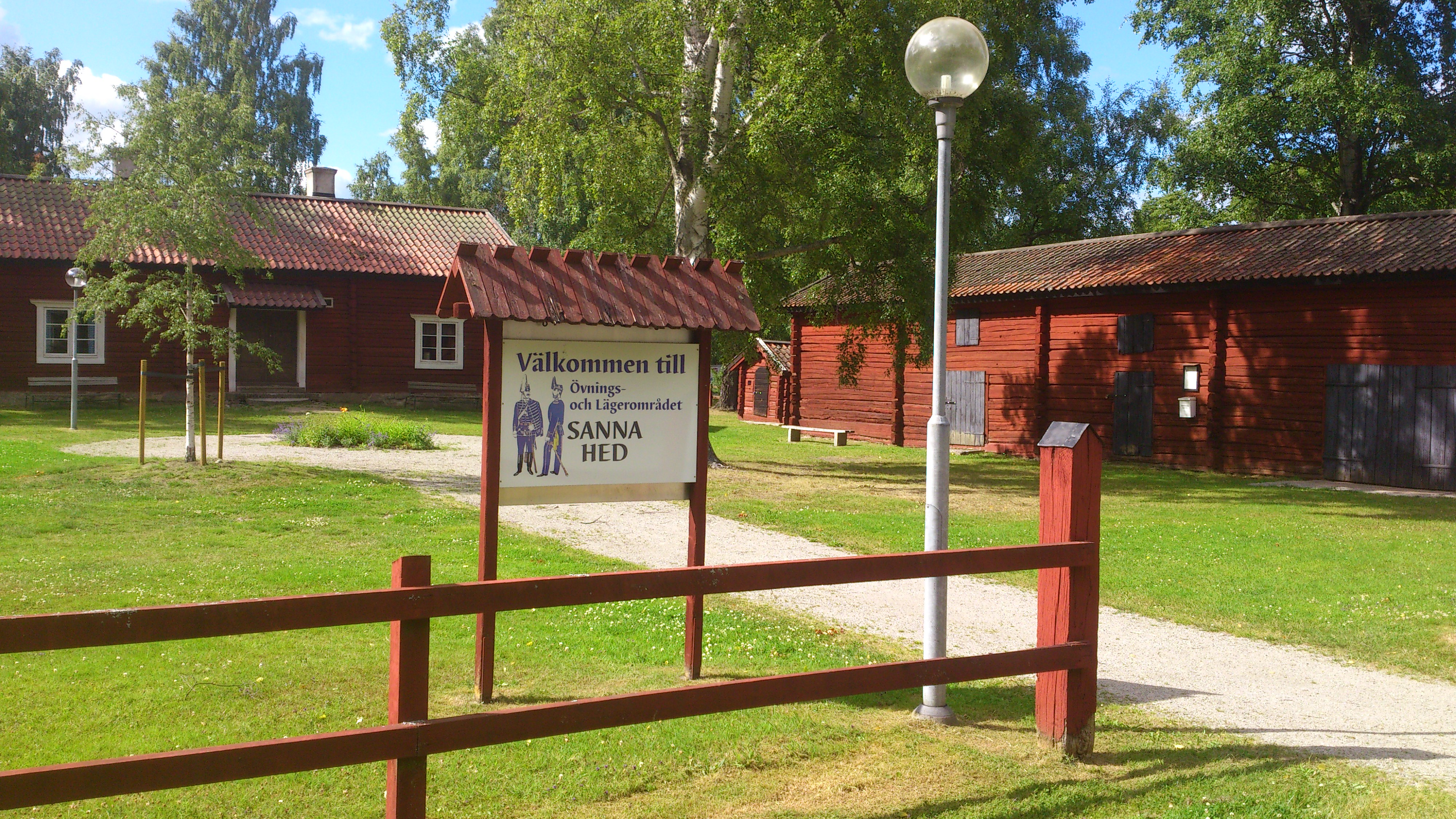
Vy över kvarvarande byggnader vid regementets före detta läger i Sannahed.
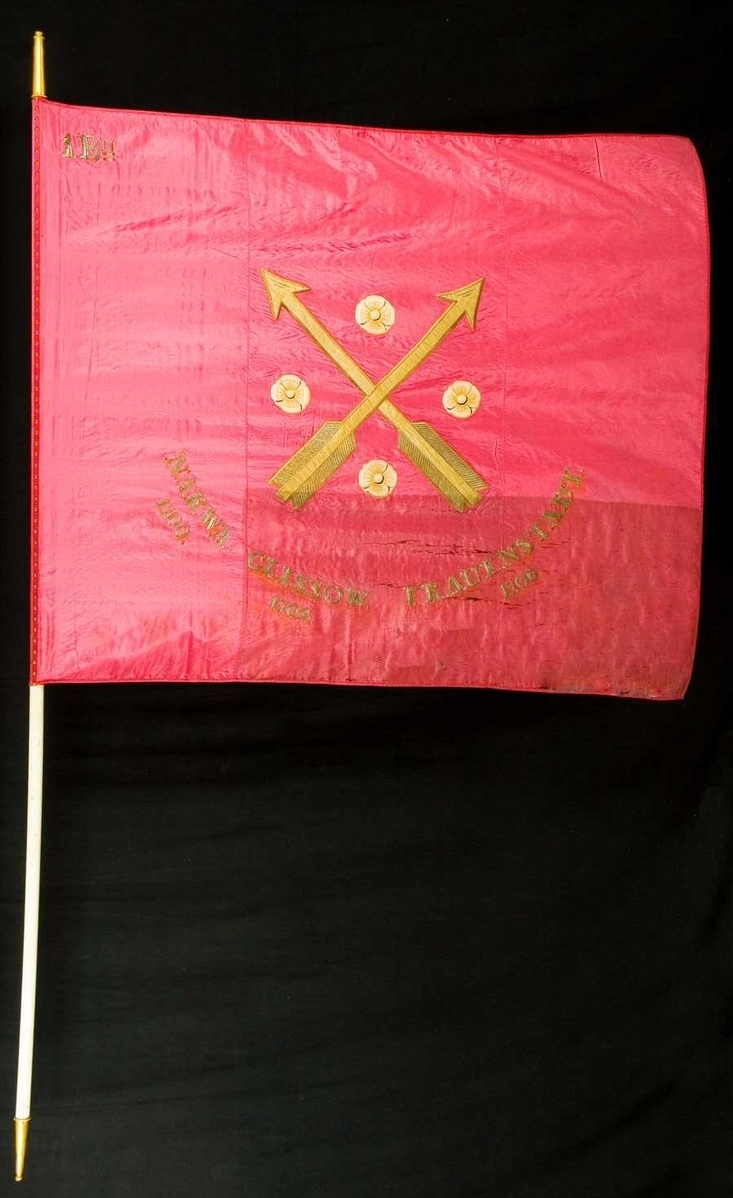
Fana m/1849, Nerikes regemente, I. bataljon
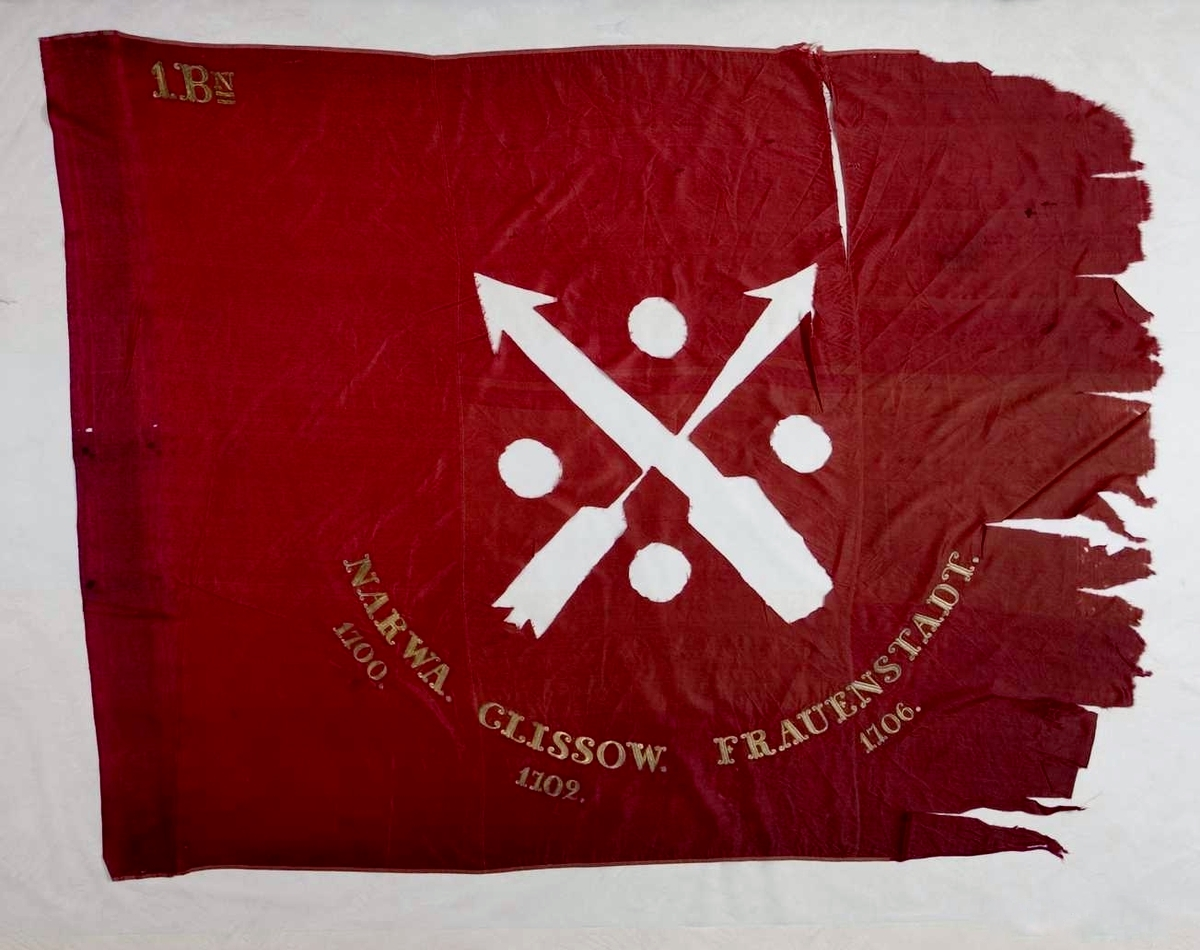
Fana m/1850, Nerikes regemente, I. bataljon
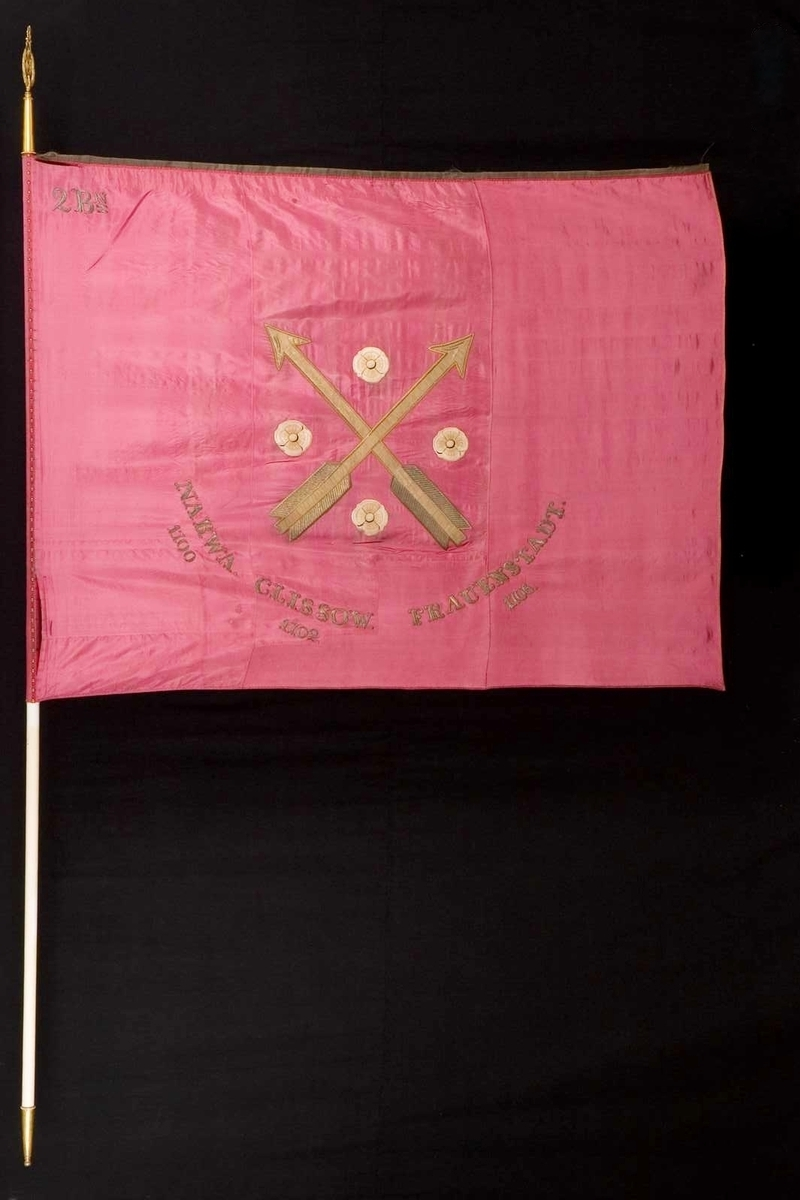
Fana m/1849, Nerikes regemente, II. bataljon